# Ицзюнь
Ицзю́нь (кит. упр. 宜君, пиньинь Yíjūn) — уезд городского округа Тунчуань провинции Шэньси (КНР). Уезд назван по реке Ицзюньшуй.

## История
При империи Ранняя Цинь был создан военный округ Ицзюнь (宜君护军). При империи Северная Вэй в 446 году он был преобразован в уезд Ицзюнь. При империи Суй в 583 году к нему был присоединён уезд Шибао (石保县). При империи Тан уезд был в 643 году расформирован, но в 646 году создан вновь. В 651 году уезд был расформирован опять, но в 663 году был вновь воссоздан. В 753 году из уезда Ицзюнь был выделен уезд Шэнпин (升平县), но при империи Сун в 1068 году он был вновь присоединён к уезду Ицзюнь.
В 1950 году был создан Специальный район Яньань (延安专区), и уезд вошёл в его состав. В 1958 году уезд был переведён под юрисдикцию Тунчуаня и присоединён к уезду Хуанлин (黄陵县).
В 1961 году уезд Ицзюнь был воссоздан и вновь подчинён Специальному району Яньань. В 1969 году Специальный район Яньань был переименован в Округ Яньань (延安地区).
В 1983 году уезд был передан в состав городского округа Тунчуань.

## Административное деление
Уезд делится на 1 уличный комитет, 6 посёлков и 1 волость.